# Helios Fachkliniken Hildburghausen
Die Helios Fachkliniken Hildburghausen sind ein Fachklinikum für Psychiatrie, Psychotherapie, Psychosomatik, Kinder- und Jugendpsychiatrie sowie Neurologie inkl. Maßregelvollzug gem. § 64 StGB für suchtkranke Straftäter und Einrichtung der Behindertenhilfe gem. SGB XII in Hildburghausen. Es ist akademisches Lehrkrankenhaus der Universität Jena. Träger ist die Klinikgruppe Helios Kliniken GmbH, ein Unternehmensbereich des Gesundheitskonzerns Fresenius.

## Geschichte
Im Jahre 1866 eröffnete man auf dem jetzigen Gelände des Fachklinikums die „Herzoglich-Sachsen-Meiningische Landesirren-, Heil- und Pflegeanstalt“ mit circa 100 Betten. Ab diesem Zeitpunkt bis hin zum Ersten Weltkrieg folgte der stetige Ankauf und Neubau von Klinikgebäuden in unmittelbarer Nähe und somit eine Erweiterung auf über 800 Betten.

### Zeit des Nationalsozialismus und des Zweiten Weltkriegs
Direktor der Landesheilanstalt Hildburghausen war von 1936 bis 1945 der Rassenhygieniker und SS-Führer Johannes Schottky. In der Landesheil- und Pflegeanstalt Hildburghausen waren zirka 1500 Kranke untergebracht. Bei ihnen handelte es sich zumeist um Schizophrene, vereinzelt auch um Epileptiker und sogenannte Schwachsinnige. Im Zuge der Nutzung von Krankenhäusern für kriegswichtige Zwecke erfolgte ab 1940 die Teilräumung. 250 (oder 220) Betten wurden (als Lazarett) für englische Kriegsgefangene bereitgestellt, 1944 weitere 200 Betten. Laut Recherchen von Michael Kühne, Superintendent in Hildburghausen, wurden zwischen 1939 und 1944 bis zu 750 Patienten aus der Heilanstalt abtransportiert. Ein Teil der Patienten wurde über Umwege ein anderer direkt in die Tötungsanstalt Pirna-Sonnenstein verbracht und dort im Rahmen der Aktion T4 ermordet.
Am 6. Februar 1945 detonierte eine Fünf-Zentner-Bombe amerikanischen Ursprungs im Park der Klinik; es kam zu entsprechendem Sachschaden. Bei dem US-Luftangriff auf Hildburghausen am 23. Februar 1945 wurde die Klinik erheblich in Mitleidenschaft gezogen. Total zerstört wurden der Westflügel des Hauptgebäudes, die "Herrenvilla", das Sektionsgebäude, die Kegelbahn und die "alte Ökonomie" (Landwirtschaft), beschädigt der Zwischenflügel des Hauptgebäudes und die anderen Gebäude.

### Nachkriegszeit
Nach dem Zweiten Weltkrieg bis ins Jahr 1990 erfolgte die Spezialisierung verschiedener Kliniken sowie die Etablierung der Kinder- und Jugendpsychiatrie. Die Klinik war zu dieser Zeit Bezirksnervenklinik des Bezirkes Suhl.
Ab dem Jahre 1990 benannte man die Bezirksnervenklinik um in das „Landesfachkrankenhaus des Landes Thüringen“. Zwischen 1994 und 1996 erfolgte der Neubau für den Fachbereich Erwachsenenpsychiatrie sowie den dazugehörigen Funktionsbereichen.
2002 wurde das Haus in den Konzernverbund der Rhön-Klinikum AG aufgenommen und der Name geändert in „Fachkrankenhaus für Psychiatrie und Neurologie Hildburghausen“. Im Jahr 2004 kam es zur Fertigstellung der Station für die Neurologie, Kinder- und Jugendpsychiatrie, Tagesklinik sowie der psychiatrischen Institutsambulanz und die Station für Erwachsenenpsychiatrie und der Radiologie im neuen Hauptgebäude. Zwischen 2004 und 2012 wurden Tageskliniken mit psychiatrischen Institutsambulanzen für die Erwachsenenpsychiatrie in Hildburghausen, Suhl, Ilmenau, Sonneberg und Meiningen (hier auch Institutsambulanz Psychiatrie und Psychotherapie für die Kinder- und Jugendpsychiatrie) eröffnet.
Seit 2006 besteht außerdem die Klinik für Forensik im Fachkrankenhaus. Am 27. Januar 2011 erfolgt die Zertifizierung als anerkanntes akademisches Lehrkrankenhaus der Universität Jena, welcher Titel bis heute besteht. Des Weiteren erfolgte im selben Jahr die Zertifizierung der Stroke-Unit als „Regionale Stroke Unit mit 6 Betten“ nach den Kriterien der Deutschen Schlaganfall-Gesellschaft und der Stiftung Deutsche Schlaganfall-Hilfe.
Im Jahr 2014 erfolgte ein Gesellschafterwechsel zur Helios Kliniken Gruppe. Seit dem 20. Juni 2014 heißt das Fachklinikum „Helios Fachkliniken Hildburghausen“.
Im Jahr 2015 erfolgte die Zertifizierung der Klinik für Neurologie durch die Deutsche Multiple Sklerose Gesellschaft als „Multiple-Sklerose-Schwerpunktzentrum“. Im Januar 2018 wurde die Klinik für Psychosomatische Medizin und Psychotherapie inklusive Tagesklinik eröffnet.

## Struktur
Die Helios Fachkliniken Hildburghausen beschäftigen über 850 Mitarbeiter (Stand: 2022). Er ist damit einer der größten Arbeitgeber der Stadt Hildburghausen. Hier werden im Jahresdurchschnitt 6.500 Patienten stationär und teilstationär behandelt, sowie 14.000 ambulant.

### Kliniken und Fachbereiche
Die Fachklinik unterhält 5 Fachbereiche. Folgende wären:
- Psychiatrie und Psychotherapie
- Psychosomatische Medizin und Psychotherapie
- Neurologie
- Kinder- und Jugendpsychiatrie, Psychosomatik und Psychotherapie
- Forensische Psychiatrie und Psychotherapie